# Aparan
Aparan (armeniska: Ապարան) är en ort i Armenien. Den ligger i provinsen Aragatsotn, i den nordvästra delen av landet, 50 kilometer norr om huvudstaden Jerevan. Aparan ligger 1 892 meter över havet och antalet invånare är 5 670.
Terrängen runt Aparan är kuperad åt nordost, men åt sydväst är den bergig. Aparan ligger nere i en dal. Aparan är det största samhället i trakten.
Trakten runt Aparan består i huvudsak av gräsmarker. Runt Aparan är det ganska tätbefolkat, med 60 invånare per kvadratkilometer.